# Josephine Hutchinson
Josephine Hutchinson (Seattle, 12 de outubro de 1903 - Manhattan, 4 de junho de 1998) foi uma atriz norte-americana. Começou a carreira profissional no teatro, partindo para Hollywood em 1934.

## Vida pessoal
Nascida em Seattle, em 1903, era sobrinha da atriz Edith Roberts e filha de Charles James Hutchinson com Leona Roberts, atriz conhecida por seu trabalho como a Sra. Meade, em Gone with the Wind. Pelos contatos da mãe, Josephine fez sua estreia no cinema aos 13 anos com o filme The Little Princess, ao lado de Mary Pickford. Ainda em sua cidade natal, estudou na Cornish School of Music and Drama e em seguida se mudou para a cidade de Nova Iorque, onde começou a atuar no teatro. Por volta dos anos 1920, era uma das poucas atrizes capazes de fazer a transição do cinema mudo para o cinema falado.

## Carreira
Casou-se em 1924 com o diretor Robert W. Bell. Em 1926 conheceu a atriz e diretora de teatro, Eva Le Gallienne, tornando-se membro de sua companhia de teatro. Em 1927, as duas começaram um relacionamento amoroso, que levou ao divórcio de Josephine em 1930. Logo a imprensa culparia Eva Le Gallienne, alegando que ela era uma "sombra" no casamento de Josephine, termo usualmente utilizado pela imprensa da época para se referir às lésbicas. Mesmo assim, as duas sobreviveram ao escândalo lançado pela mídia e prosseguiram com suas carreiras.
Assinando um contrato com a Warner Bros., Josephine chegou a Hollywood em 1934, estrelando com o filme Happiness Ahead (1934). Indo para a Universal, interpretou Elsa von Frankenstein em um de seus mais memoráveis papéis, ao lado de Basil Rathbone e Boris Karloff em Son of Frankenstein (1939). Interpretou "Mrs Townsend" em North by Northwest (1959), de Alfred Hitchcock e atuou junto de Elizabeth Taylor em Love Is Better Than Ever.
Na televisão, fez várias participações na série de TV Perry Mason, entre os anos de 1958 e 1962. Trabalhou muito durante a década de 1970 no cinema, no rádio e na televisão, em vários papéis coadjuvantes, como em The Twilight Zone, Rawhide e Gunsmoke.

## Relacionamentos
Josephine e Eva Le Gallienne mantiveram um relacionamento amoroso por vários anos, mesmo com os casamentos de Josephine. Casou-se primeiro em 1935 e se divorciou. Depois casou-se com o ator Staats Cotsworth, em 1972, mas ele faleceu em 1979.

## Morte
Josephine faleceu em Manhattan, em 4 de junho de 1998, aos 94 anos. Ela estava sob os cuidados da Casa de Repouso Florence Nightingale. Seu corpo foi cremado e suas cinzas espalhadas por sua sobrinha em Springfield, Oregon.